# Cianamida cálcica
Cianamida cálcica o cianamida de calcio, simplemente cianamida, es un compuesto inorgánico de fórmula CaCN2. En condiciones ambientales se presenta en cristales el sistema hexagonal,  inodoros, de color blanco.Este producto químico consiste en la sal cálcica de la cianamida y se utiliza como fertilizante y se conoce comercialmente como nitrolima. Primero fue sintetizado en 1898 por Adolph Frank y Nikodem Caro (proceso Frank-Caro).

## Historia
En su búsqueda de un nuevo proceso para producir cianuros para la cianuración del oro, Frank y Caro descubrieron la capacidad de los carburos alcalinotérreos para adsorber nitrógeno atmosférico a altas temperaturas. Fritz Rothe, un colega de Frank y Caro, logró superar en 1898 problemas con el uso de carburo de calcio y aclaró que a alrededor de 1.100 °C no se forma cianuro de calcio sino cianamida de calcio en la reacción. De hecho, el producto objetivo inicial de cianuro de sodio también se puede obtener a partir de cianamida de calcio fundiéndolo con cloruro de sodio en presencia de carbono:
{\displaystyle \mathrm {CaCN_{2}+2\ NaCl+C\longrightarrow \ 2\ NaCN+CaCl_{2}} }
Frank y Caro desarrollaron esta reacción para un proceso de producción continuo a gran escala. El proceso fue particularmente desafiante debido a los requisitos del equipo requeridos por las altas temperaturas durante el paso inicial del encendedor. Este proceso requiere un control meticuloso de la temperatura ya que el punto de fusión de la cianamida de calcio es solo unos 120 °C más bajo que el punto de ebullición del cloruro de sodio.
En 1901, Ferdinand Eduard Polzeniusz patentó un proceso que convierte el carburo de calcio en cianamida de calcio en presencia de cloruro de calcio al 10% a 700 °C. Sin embargo, la ventaja de reducir la temperatura de reacción en aproximadamente 400 °C debe sopesarse frente a la alta cantidad de cloruro de calcio requerida y el control discontinuo del proceso. Sin embargo, ambos procesos (el proceso Rothe-Frank-Caro y el proceso Polzeniusz-Krauss) jugaron su papel en la primera mitad del siglo XX. En el año récord de 1945, se produjeron un total de aprox. 1,5 millones de toneladas en todo el mundo utilizando ambos procesos. Frank y Caro también notaron la formación de amoníaco a partir de cianamida de calcio.
{\displaystyle \mathrm {CaCN_{2}+3\ H_{2}O\longrightarrow \ 2\ NH_{3}+CaCO_{3}} }
Albert Frank reconoció la importancia fundamental de esta reacción como un avance en la provisión de amoníaco a partir del nitrógeno atmosférico y en 1901 recomendó la cianamida de calcio como fertilizante nitrogenado. Entre 1908 y 1919, se instalaron cinco plantas de cianamida de calcio con una capacidad total de 500,000 toneladas por año en Alemania. En ese momento era el fertilizante nitrogenado más barato con eficacia adicional contra malezas y plagas de plantas y tenía grandes ventajas sobre los fertilizantes nitrogenados convencionales. Sin embargo, la implementación a gran escala de la síntesis de amoníaco a través del proceso Haber-Bosch se convirtió en un serio competidor del muy intensivo Frank-Caro. Como la urea (formada a través del proceso Haber-Bosch) era significativamente más rica en nitrógeno (46% en comparación con aproximadamente el 20% de contenido de nitrógeno) más barata y de acción más rápida, el papel de la cianamida de calcio se redujo gradualmente a un fertilizante de nitrógeno multifuncional en determinadas aplicaciones muy concretas. Otras razones de su pérdida de popularidad fueron su color negro sucio (a nivel industrial se quedan inpurezas de carbon), apariencia polvorienta y propiedades irritantes, así como su inhibición de una enzima que degrada el alcohol que causa la acumulación temporal de acetaldehído en el cuerpo que produce mareos, náuseas y sofocos cuando el alcohol se consume durante el tiempo de exposición corporal.
La cianamida cálcica tiene un gran interés histórico al ser el primer fertilizante industrial en el que se consiguió fijar el nitrógeno gaseoso de la atmósfera en una forma asimilable por las plantas. Se utiliza principalmente en la agricultura, síntesis química, farmacia y siderurgia.

## Producción
La cianamida de calcio se prepara a partir de carburo de calcio (obtenido por la reacción de cal con carbón). El polvo de carburo se calienta a aproximadamente 1.100 °C en un horno eléctrico en el que se pasa nitrógeno durante varias horas. El producto se enfría a temperatura ambiente y cualquier carburo sin reaccionar se lixivia cuidadosamente con agua:
{\displaystyle \mathrm {CaCO_{3}\longrightarrow \ CaO+CO_{2}} }
{\displaystyle \mathrm {CaO+C\longrightarrow \ CaC_{2}+CO_{2}} }
Que reacciona con nitrógeno procedente de la destilación fraccionada del aire atmosférico.
{\displaystyle \mathrm {CaC_{2}+N_{2}\longrightarrow \ Ca(CN)_{2}} }
{\displaystyle \mathrm {\longrightarrow \ Ca^{2+}\ ^{-}N=C=N^{-}\ +C} }
(ΔHƒ°= –69.0 kcal/mol a 25 °C)
Industrialmente la reacción se lleva a cabo en grandes cámaras de acero donde se introduce el carburo cálcico molido, a continuación se inyecta nitrógeno hasta alcanzar una presión de 2 a 3 bares. Mediante electrodos se hace saltar un arco eléctrico que eleva la temperatura de su entorno hasta unos 1000 °C. La reacción es fuertemente exotérmica, por lo que una vez iniciada, se propaga espontáneamente a toda la masa, el consumo de N2 se controla manteniendo la presión. El producto final contiene algo de carbón elemental (que le confiere color gris) y alrededor del 3 % de C2Ca sin reaccionar; por este motivo, una vez enfriado se le añade alrededor del 3% de agua para eliminar el exceso de carburo.

## Usos

El uso principal de la cianamida de calcio es en la agricultura como fertilizante. En contacto con el agua, se descompone y libera amoníaco:
La principal utilización de la CaNCN es en la agricultura como fertilizante nitrogenado. En contacto con agua se hidroliza formando cianamida, H2NCN:
{\displaystyle \mathrm {CaCN_{2}+2\ H_{2}O\longrightarrow Ca(OH)_{2}+H_{2}NCN} }
La cianamida continúa hidrolizándose hasta producir una mezcla de amoniaco asimilable por las plantas:
{\displaystyle \mathrm {CaCN_{2}+3\ H_{2}O\longrightarrow 2\ NH_{3}+CaCO_{3}} }
Simultáneamente, se produce la nitrificación, presentando una marcada actividad herbicida, fungicida y molusquicida (caracoles) por lo que a veces ha sido utilizada con este fin.

### Síntesis química
Es materia prima en la obtención de diversos compuestos con interés industrial.

#### Cianuro sódico
Por reacción con carbonato de sodio a la temperatura de fusión produce cianuro de sodio:
{\displaystyle \mathrm {CaCN_{2}+Na_{2}CO_{3}+2\ C\longrightarrow 2\ NaCN+CaO+2\ CO_{2}} }
El cianuro sódico se utiliza en la minería de metales preciosos y como materia prima para la obtención de cianuro de calcio.

#### Melamina
Fue la primera forma para la obtención de esta resina. Hoy día ha sido desplazada por el procesamiento de urea. En su forma original, la reacción se llevaba a término en dos fases:
Transformación de cianamida en diciandiamida:
{\displaystyle \mathrm {2\ CaCN_{2}+2\ H_{2}O\longrightarrow C_{2}H_{4}N_{4}+2\ CaO} }
La conversión de la dianciamida a melamina es por simple calentamiento al punto de fusión:
{\displaystyle \mathrm {3\ C_{2}H_{4}N_{4}\longrightarrow 2\ C_{3}H_{6}N_{6}} }

#### Tiourea
La reacción de la cianamida cálcica con ácido sulfídríco produce tiourea, 
```
CaNCN + 2 SH
2
 → SC(NH
2
)
2
 + SCa
```

### Siderurgia
Es usada como agente nitrificante en la fabricación de acero para cables.

### Medicina
La cianamida cálcica se emplea en el tratamiento de la deshabituación de los pacientes alcohólicos crónicos, ya que ayuda a mantener la abstinencia provocándoles aversión hacia el alcohol, sin embargo, también es una sustancia muy peligrosa, que mal empleada tiene consecuencias graves para la salud e incluso ocasiona la muerte. 